# Ameixa seca

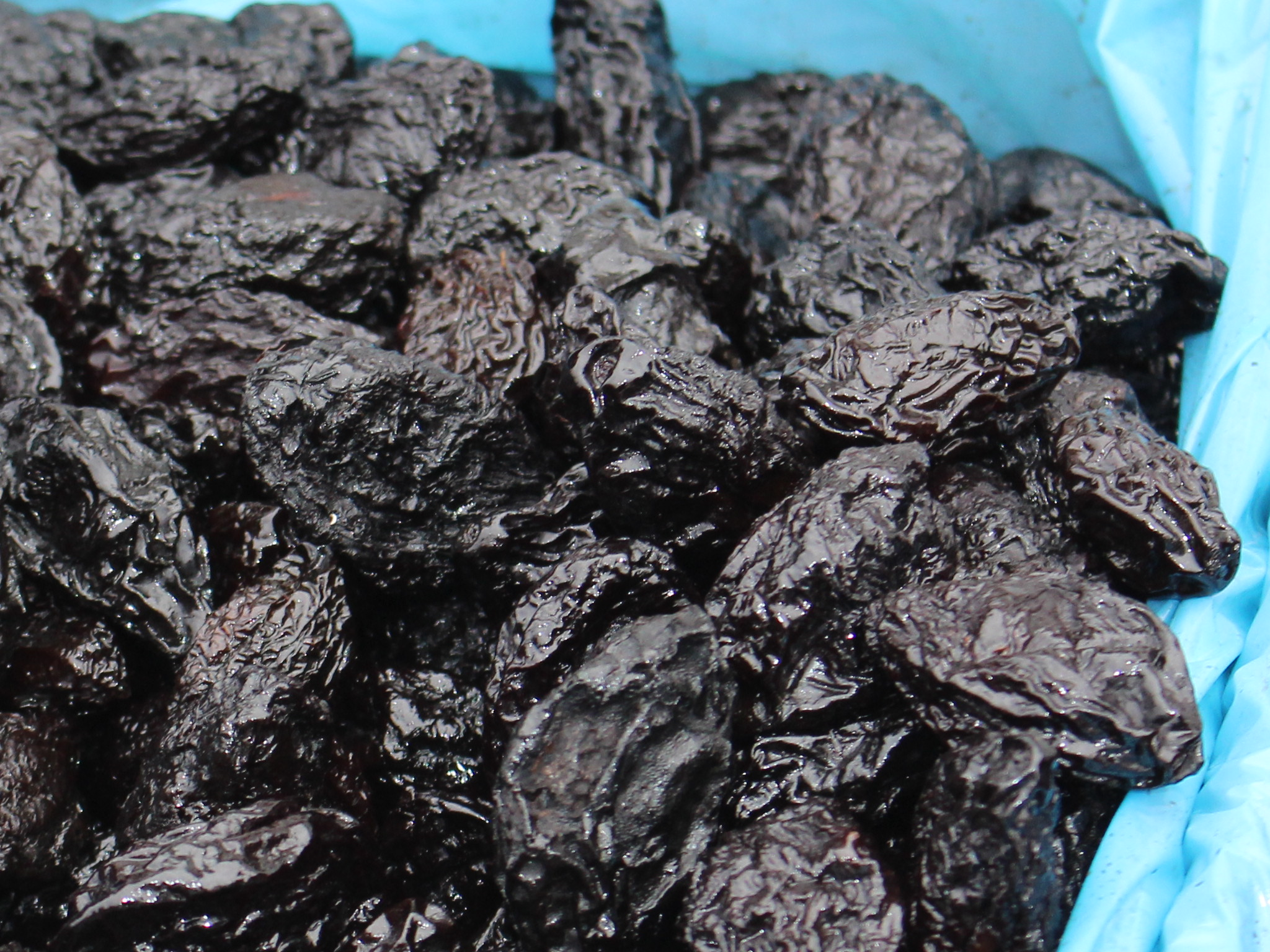
Ameixas secas

Uma ameixa seca é uma ameixa desidratada, mais comumente a ameixa europeia (Prunus domestica). Nem todas as espécies ou variedades de ameixa podem ser secas e transformadas em ameixas secas. Uma ameixa seca é a fruta de polpa firme (ameixa) das variedades de Prunus domestica que têm um alto teor de sólidos solúveis e não fermentam durante a secagem.

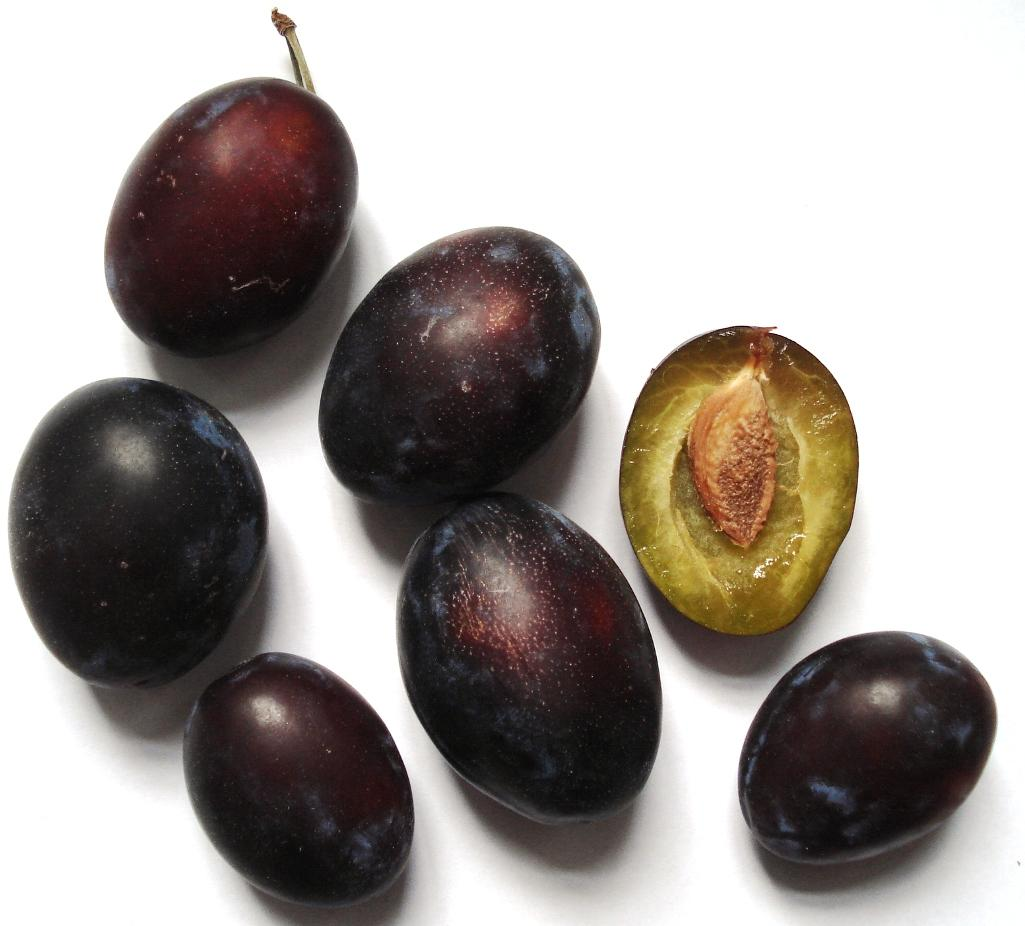
Ameixas cruas e frescas que não foram secas

A maioria das ameixas secas são cultivares drupa (de caroço facilmente removível), enquanto a maioria das ameixas cultivadas para consumo fresco são de caroço solto.
As ameixas são compostas por 64% de carboidratos, incluindo fibra alimentar, 2% de proteína, uma fonte rica de vitamina K e uma fonte moderada de vitaminas B e minerais alimentares. O teor de sorbitol da fibra alimentar provavelmente proporciona o efeito laxante associado ao consumo de ameixas secas.

## Produção
Mais de mil cultivares de ameixa são cultivadas para secagem. A principal cultivar nos Estados Unidos é a ameixa "Improved French". Outras variedades incluem "Sutter", "Tulare Giant", "Moyer", "Imperial", "Italian" e greengages. As ameixas secas chegam ao mercado mais cedo do que as ameixas frescas e geralmente são menores. A grande maioria das variedades de ameixas cultivadas comercialmente é autofértil e não precisa de árvores polinizadoras separadas.

## Efeitos para a saúde
As ameixas secas contêm fibra dietética (cerca de 7% do peso; tabela) que pode proporcionar efeitos laxativos. Seu conteúdo de sorbitol também pode ser responsável por isso, uma conclusão obtida em uma revisão de 2012 pela Autoridade Europeia para a Segurança Alimentar. O relatório também demonstrou que as ameixas secas contribuem efetivamente para a manutenção da função intestinal normal na população em geral se consumidas em quantidades de pelo menos 100 gramas por dia.

## Nutrição
As ameixas secas contêm 31% de água, 64% de carboidratos, incluindo 7% de fibra alimentar, 2% de proteína e menos de 1% de gordura (tabela). As ameixas secas são uma fonte moderada de vitamina K (57% do valor diário, VD) e uma fonte moderada de várias vitaminas B e minerais dietéticos (4-16% VD; tabela).

## Fitoquímicos
As ameixas e o suco de ameixa contêm fitoquímicos, incluindo compostos fenólicos (principalmente como ácidos neoclorogênicos e clorogênicos) e sorbitol.

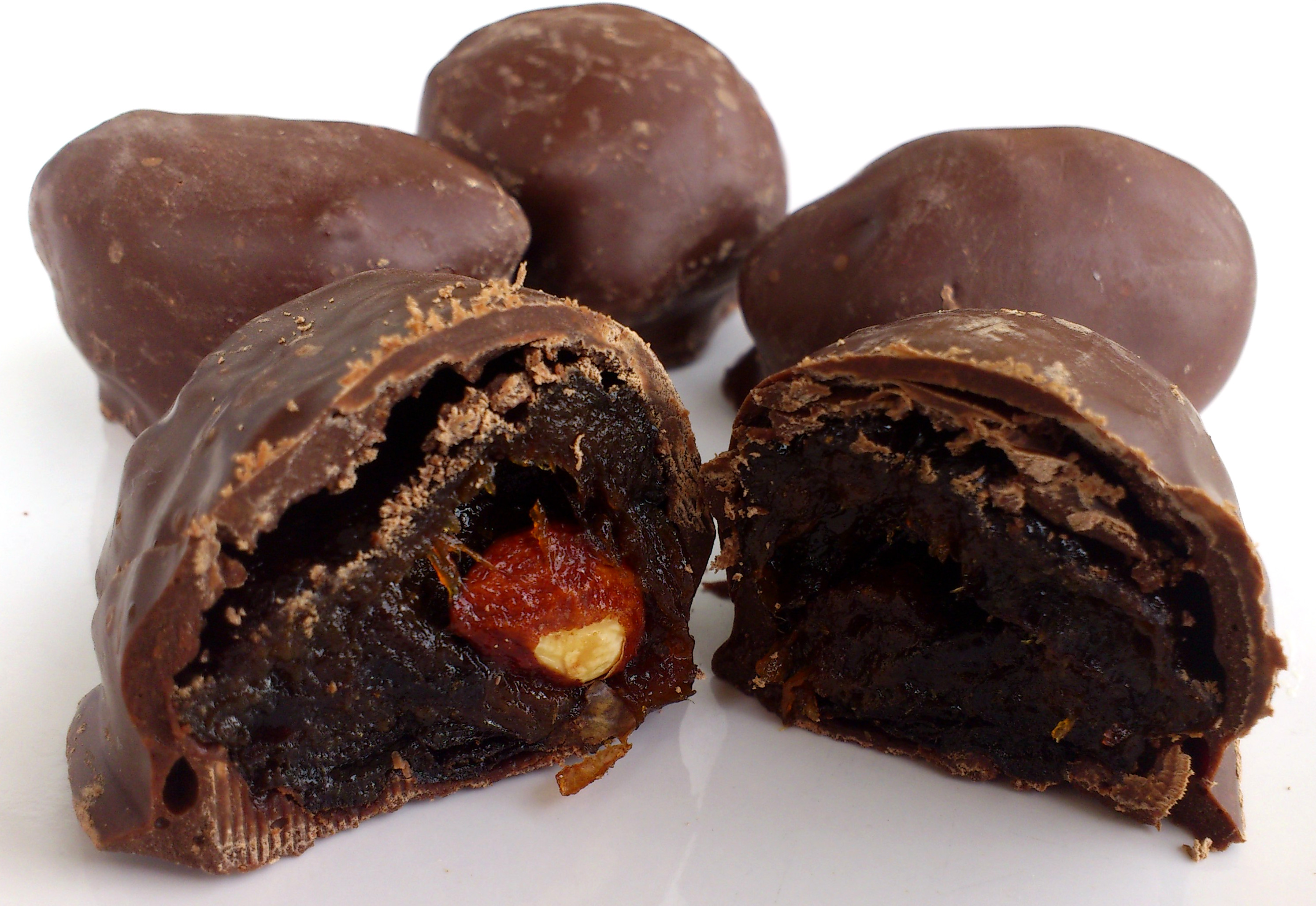
Ameixas russas cobertas em chocolate com uma amêndoa no meio

## Usos
As ameixas são usadas na preparação de pratos doces e salgados.
Ao contrário do nome, ameixas cozidas ou ameixas secas não são usadas para fazer ameixas açucaradas ("sugar plum", tipo de drágea), que podem ser nozes, sementes ou especiarias cobertas com açúcar duro. Ameixas secas também são comumente cobertas em chocolate.

## Ver também

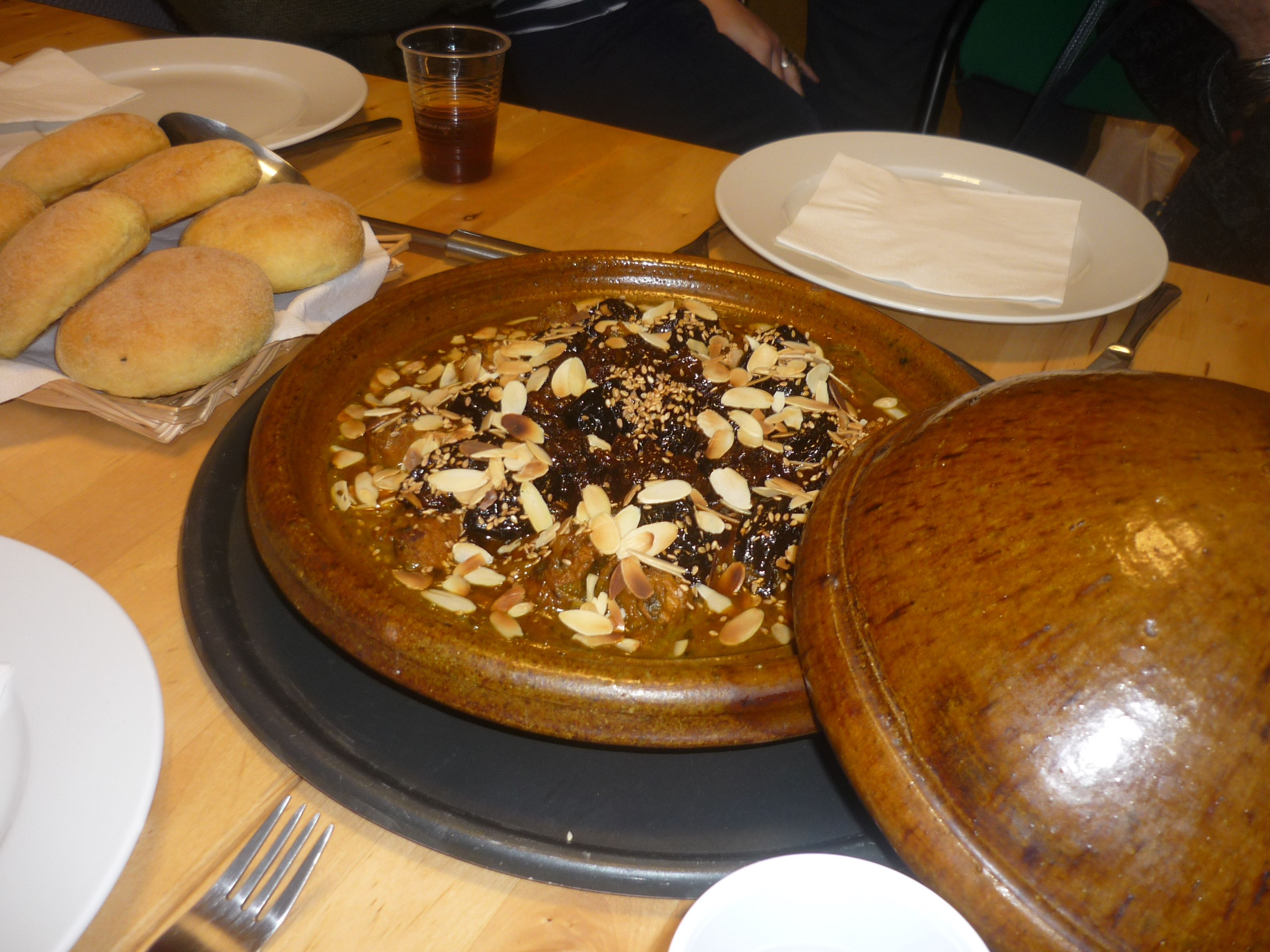
Tagine de cordeiro ao estilo marroquino com ameixas secas e amêndoas.